# Liga Premier de Armenia 2024-25
La Liga Premier de Armenia 2024-25 fue la edición número 33 de la Liga Premier de Armenia. La temporada comenzó el 2 de agosto de 2024 y terminó el 28 de mayo de 2025.
Esta temporada se presentará un cambio en la competición ya que al contar con once equipos participantes sólo se jugarán tres vueltas, reduciendo la duración del campeonato a 33 jornadas, en lugar de las 36 que habían sido habituales, por lo que un equipo descansará en cada jornada.
El Pyunik es el defensor del título tras conquistar su liga número 16 la temporada anterior.

## Ascensos y descensos
| Pos. | Descendidos de la Liga Premier de Armenia 2023-24 |
| ---- | ------------------------------------------------- |
| -    | Sin descensos                                     |

| Pos. | Ascendidos de la Primera Liga de Armenia 2023-24 |
| ---- | ------------------------------------------------ |
| 1.º  | Gandzasar Kapan                                  |

## Sistema de competición
Los once equipos participantes jugaron entre sí todos contra todos tres veces totalizando 30 partidos cada uno, al término de la jornada 33, el primer clasificado se coronó campeón y se clasificó a la primera ronda de la Liga de Campeones 2025-26, mientras que el segundo y el tercer clasificado obtendrán un cupo para la primera ronda de la Liga Conferencia de la UEFA 2025-26. El último clasificado descendió a la Primera Liga de Armenia 2025-26.
Un cupo para la segunda ronda de la Liga Conferencia de la UEFA 2025-26 será asignado al campeón de la Copa de Armenia.

## Equipos participantes
| Equipo          | Ciudad       | Estadio                      | Capacidad |
| --------------- | ------------ | ---------------------------- | --------- |
| Alashkert       | Ereván       | Nairi                        | 6850      |
| Ararat          | Ereván       | Republicano Vazgen Sargsyan  | 14 986    |
| Ararat-Armenia  | Ereván       | Academia de Futbol de Ereván | 1428      |
| BKMA            | Ereván       | Academia de Futbol de Ereván | 1428      |
| Gandzasar Kapan | Kapan        | Gandzasar Stadium            | 3500      |
| Noah            | Abovyan      | Ciudad de Abovyan            | 3100      |
| Shirak          | Gyumri       | Gyumri City                  | 4000      |
| Pyunik          | Ereván       | Junior Sport                 | 1000      |
| Urartu          | Ereván       | Urartu Stadium               | 4860      |
| Van             | Charentsavan | Charentsavan City            | 5000      |
| West Armenia    | Ereván       | Junior Sport                 | 1000      |

## Desarrollo

### Tabla de posiciones
| Pos. | Equipo           | Pts. | PJ | G  | E | P  | GF | GC | Dif. | Clasificación 2025-26                              |
| ---- | ---------------- | ---- | -- | -- | - | -- | -- | -- | ---- | -------------------------------------------------- |
| 1    | Noah (C)         | 75   | 30 | 24 | 3 | 3  | 92 | 20 | +72  | Primera ronda de Liga de Campeones                 |
| 2    | Ararat-Armenia   | 66   | 30 | 21 | 3 | 6  | 76 | 28 | +48  | Segunda ronda de Liga Conferencia                  |
| 3    | Urartu           | 62   | 30 | 19 | 5 | 6  | 64 | 31 | +33  | Primera ronda de Liga Conferencia                  |
| 4    | Pyunik           | 53   | 30 | 17 | 2 | 11 | 59 | 37 | +22  | Primera ronda de Liga Conferencia                  |
| 5    | Van              | 52   | 30 | 15 | 7 | 8  | 56 | 36 | +20  |                                                    |
| 6    | BKMA             | 36   | 30 | 10 | 6 | 14 | 44 | 54 | −10  |                                                    |
| 7    | Shirak           | 35   | 30 | 10 | 5 | 15 | 30 | 50 | −20  |                                                    |
| 8    | Ararat           | 32   | 30 | 9  | 5 | 16 | 36 | 59 | −23  |                                                    |
| 9    | Alashkert        | 26   | 30 | 6  | 8 | 16 | 24 | 52 | −28  |                                                    |
| 10   | Gandzasar Kapan  | 10   | 30 | 2  | 4 | 24 | 16 | 73 | −57  |                                                    |
| 11   | West Armenia (D) | 23   | 30 | 7  | 2 | 21 | 22 | 78 | −56  | Retirado y descendido a la Primera Liga de Armenia |

Actualizado a los partidos jugados el 28 de mayo de 2025.
 Fuente: Soccerway
Criterios de clasificación: Puntos · Enfrentamientos directos · Partidos ganados · Diferencia de goles · Goles a favor · Puntos fair-play · Play-off.

### Resultados
| Local \ Visitante | ALA | ARA | FCA | BKM | GAN | NOA | PYU | SHI | URA | VAN | WES |
| ----------------- | --- | --- | --- | --- | --- | --- | --- | --- | --- | --- | --- |
| Alashkert         | —   | 0–1 | 2–2 | 2–0 | 2–2 | 0–6 | 0–2 | 1–3 | 0–3 | 1–1 | 0–2 |
| Ararat            | 2–0 | —   | 0–0 | 2–2 | 3–0 | 2–1 | 0–2 | 1–2 | 0–1 | 0–3 | 2–3 |
| Ararat-Armenia    | 3–1 | 3–2 | —   | 2–0 | 3–0 | 0–1 | 1–3 | 4–0 | 1–2 | 1–1 | 3–0 |
| BKMA              | 1–0 | 1–1 | 2–4 | —   | 2–1 | 1–2 | 1–2 | 0–2 | 2–1 | 0–1 | 0–1 |
| Gandzasar Kapan   | 0–1 | 0–2 | 0–3 | 1–6 | —   | 0–3 | 0–5 | 1–2 | 0–4 | 1–2 | 0–1 |
| Noah              | 4–0 | 4–0 | 2–1 | 3–0 | 7–0 | —   | 2–0 | 4–0 | 2–1 | 5–0 | 7–1 |
| Pyunik            | 0–2 | 3–0 | 1–2 | 4–1 | 1–0 | 1–3 | —   | 2–0 | 0–3 | 1–0 | 3–0 |
| Shirak            | 0–0 | 1–3 | 0–3 | 0–0 | 0–0 | 0–5 | 1–0 | —   | 0–2 | 0–2 | 2–0 |
| Urartu            | 1–0 | 1–0 | 3–1 | 4–2 | 2–0 | 2–1 | 0–0 | 1–2 | —   | 3–1 | 3–0 |
| Van               | 1–1 | 4–0 | 0–2 | 2–3 | 6–1 | 1–1 | 1–3 | 1–0 | 3–1 | —   | 6–0 |
| West Armenia      | 2–0 | 1–2 | 1–2 | 2–5 | 2–0 | 0–4 | 1–3 | 0–0 | 2–2 | 0–2 | —   |

| Local \ Visitante | ALA | ARA | FCA | BKM | GAN | NOA | PYU | SHI | URA | VAN | WES |
| ----------------- | --- | --- | --- | --- | --- | --- | --- | --- | --- | --- | --- |
| Alashkert         | —   | —   | —   | —   | 1–0 | —   | —   | —   | 1–1 | 2–2 | 3–0 |
| Ararat            | 3–2 | —   | —   | 1–1 | 1–1 | —   | —   | 1–2 | 2–4 | 2–1 | —   |
| Ararat-Armenia    | 3–0 | 6–0 | —   | 4–0 | —   | —   | 3–2 | 5–1 | —   | —   | —   |
| BKMA              | 2–0 | —   | —   | —   | —   | 1–5 | —   | 3–2 | 0–1 | 1–1 | 3–0 |
| Gandzasar Kapan   | —   | —   | 0–4 | 2–2 | —   | —   | 1–3 | 1–0 | —   | —   | —   |
| Noah              | —   | 3–0 | 2–0 | —   | 1–0 | —   | 2–1 | —   | —   | —   | 5–1 |
| Pyunik            | 1–1 | 5–2 | —   | 1–2 | —   | —   | —   | 6–1 | 1–4 | —   | —   |
| Shirak            | 4–0 | —   | —   | —   | —   | 1–2 | —   | —   | 1–1 | 0–1 | —   |
| Urartu            | —   | —   | 0–3 | —   | 2–1 | 3–3 | —   | —   | —   | 0–2 | 8–0 |
| Van               | —   | —   | 2–3 | —   | 2–0 | 2–2 | 3–2 | —   | —   | —   | 2–0 |
| West Armenia      | —   | 2–1 | 0–3 | —   | 0–3 | —   | 0–1 | 0–3 | —   | —   | —   |

## Goleadores
Actualizado el 28 de mayo de 2025.
| Pos. | Jugador          | Equipo         | Goles |
| ---- | ---------------- | -------------- | ----- |
| 1    | Gonçalo Gregório | Noah           | 20    |
| 2    | Markus Noubissi  | Ararat-Armenia | 18    |
| 3    | Tenton Yenne     | Ararat-Armenia | 17    |
| 4    | Eraldo Çinari    | Noah           | 14    |
| 4    | Yusuf Otubanjo   | Pyunik         | 14    |